# دسته سوم لیگ فوتبال انگلستان
دسته سوم لیگ فوتبال (به انگلیسی: Football League Third Division)، سومین سطح از نظام لیگ‌های فوتبال انگلستان بود که در فصل ۲۱–۱۹۲۱ و بار دیگر از سال ۱۹۵۸ تا ۱۹۹۲ برگزار شد. وقتی لیگ برتر فوتبال انگلستان تشکیل شد، لیگ دسته سوم به چهارمین سطح از فوتبال انگلستان تبدیل شد. در سال ۲۰۰۴، پس از تشکیل مسابقات چمپیونشیپ لیگ فوتبال، این بخش به لیگ دو فوتبال انگلستان تغییر نام داد.

## باشگاه‌های بنیان‌گذار دسته سوم (۱۹۲۰)
بیشتر باشگاه‌های بنیان‌گذار این دسته، از دو دسته لیگ فوتبال جنوب در فصل ۲۰–۱۹۱۹ بودند که در واقع گسترش لیگ فوتبال جنوب بیرمنگام محسوب می‌شد. از آنجایی که کاردیف سیتی به دلیل قهرمانی در جام حذفی و تسلط بر لیگ جنوب، مدت‌ها به عنوان یکی از گزینه‌های بالقوه برای ورود به دسته دوم در نظر گرفته می‌شد، مستقیماً به دسته دوم فرستاده شدند و گریمزبی تاون که در فصل ۲۰–۱۹۱۹ در دسته دوم در رتبه آخر قرار گرفته بود، به دسته پایین‌تر سقوط کرد.
- برنتفورد
- برایتون اند هوو آلبیون
- بریستول راورز
- کریستال پالاس (قهرمان فصل افتتاحیه در ۲۱–۱۹۲۰)
- اکستر سیتی
- گیلینگام
- گریمزبی تاون
- لوتون تاون
- مرثر تاون
- میلوال
- نیوپورت کانتی
- نورث‌همپتون تاون
- نوریچ سیتی
- پلیموث آرگیل
- پورتسموث
- کویینز پارک رنجرز
- ردینگ
- ساوت‌همپتون
- ساوتند یونایتد
- سوانزی سیتی
- سوئیندون تاون
- واتفورد

## تقسیم لیگ‌های دسته سوم
این لیگ در فصل ۲۲–۱۹۲۱ با نام دسته سوم جنوب ادامه یافت، در حالی که دسته سوم شمال با حضور باشگاه‌های شمالی تشکیل شد و این دو دسته به طور مشترک سطح سوم فوتبال انگلستان را تشکیل دادند.
این جدایی جغرافیایی در سال ۱۹۵۸ با ایجاد دسته چهارم لیگ فوتبال انگلستان از بین رفت.

## دسته سوم به عنوان یک لیگ واحد
اعضای اصلی در فصل ۵۹–۱۹۵۸ عبارت بودند از:
از دسته سوم شمال: آکرینگتون استنلی، برادفورد سیتی، بری، چسترفیلد، هالیفاکس تاون، هال سیتی، منزفیلد تاون، روچدیل، استاکپورت کانتی، ترانمره روورز، رکسام
از دسته سوم جنوب: بورنموث، برنتفورد، کولچستر یونایتد، نیوپورت کانتی، نوریچ سیتی، پلیموث آرگیل، کوئینز پارک رنجرز، ریدینگ، ساوت‌همپتون، ساوتند یونایتد، سویندون تاون
سقوط از دسته دوم: دانکستر روورز، نوتس کانتی
از میان آنها، بورنموث، برادفورد، برنتفورد، هال، نوریچ، نوتس، کوئینز پارک رنجرز، ریدینگ، ساوت‌همپتون و سوئیندون در دوران لیگ دسته اول یا لیگ برتر به دسته برتر راه یافته‌اند. استاکپورت، دانکستر، نوتس کانتی و روچدیل اولین تیم‌هایی بودند که در فصل بعد (۶۰–۱۹۵۹) به دسته چهارم سقوط کردند و سنت سقوط چهار تیم انتهای جدولی برای دسته سوم آغاز شد. همانند دسته دوم، قهرمان و نایب قهرمان به طور خودکار صعود می‌کردند؛ از سال ۱۹۷۴، تیم رده سوم نیز به طور خودکار صعود می‌کرد. در سال ۱۹۸۷، بازی‌های پلی‌آف برای معرفی سومین تیم صعودکننده معرفی شد. باشگاه فوتبال بورنموث، که قبلاً بورنموث و بوسکم اتلتیک نام داشت، رکورددار بیشترین زمان حضور در این دسته است.
دسته سوم فوتبال انگلیس در مجموع ۷۲ سال دوام آورد، ۳۸ سال اول به عنوان دو دسته منطقه‌ای (اگرچه به دلیل شروع جنگ جهانی دوم فقط ۳۱ فصل برگزار شد) و سپس ۳۴ سال به عنوان یک دسته ملی ادامه یافت. پلیموث آرگایل در این سال‌ها موفق‌ترین تیم در این سطح بود که دو بار عنوان قهرمانی را در دوران ملی و پیش از آن دو بار در دسته جنوبی قهرمان شده بود.
در سال ۱۹۹۲ لیگ برتر فوتبال انگلستان آغاز شد و تعداد لیگ فوتبال کاهش یافت و در نتیجه لیگ دسته سوم در سطح چهارم قرار گرفت. برای تاریخچه دسته سوم بعدی به لیگ یک فوتبال انگلستان مراجعه کنید.

## قهرمانان دسته سوم
برای قهرمانان این دسته قبل از سال ۱۹۹۲ به فهرست قهرمانان لیگ یک فوتبال انگلستان و ادوار گذشته و برای قهرمانان بعد از سال به فهرست قهرمانان لیگ دو فوتبال انگلستان و ادوار گذشته مراجعه کنید.